# Portada/article abril 9

## El senyor dels anells: El retorn del rei
El senyor dels anells: El retorn del rei és una pel·lícula del 2003 dirigida per Peter Jackson, basada en el segon i tercer llibre de J. R. R. Tolkien El Senyor dels Anells i la pel·lícula que conclou la trilogia, després d'El senyor dels anells: La germandat de l'anell (2001) i  El senyor dels anells: Les dues torres (2002). Va ser estrenada el 17 de desembre del 2003 i es va convertir en un dels èxits de recaptació més gran de tots el temps. A l'edició 76 de l'Acadèmia de les Arts i les Ciències Cinematogràfiques va guanyar els onze Òscars als quals havia estat nominada.